# Ikkeläjärvi
Ikkeläjärvi är en sjö i kommunen Kauhajoki i landskapet Södra Österbotten i Finland. Sjön ligger 139,3 meter över havet. Arean är 3,54 kvadratkilometer och strandlinjen är 14,72 kilometer lång. Sjön  ingår i Kyro älvs huvudavrinningsområde.   Den ligger omkring 42 kilometer söder om Seinäjoki och omkring 280 kilometer nordväst om Helsingfors. 
I sjön finns öarna Rakkaussaari, Pajusaari och Klipusaari. 